# Campionato del mondo di hockey su slittino - Gruppo B 2012
Il campionato del mondo di hockey su slittino - Gruppo B 2012 è stata la terza edizione del torneo di secondo livello. Si è disputato a Novi Sad, in Serbia, dal 13 al 17 novembre 2012.

## Partecipanti e regolamento
Sono sei le squadre iscritte al torneo: la compagine ottava classificata alle Paralimpiadi di Vancouver 2010, e le squadre che non si erano qualificate per quell'evento.
Le squadre sono state suddivise in due gironi da tre squadre.
Girone A:
 Germania

 Paesi Bassi

 Russia
Girone B:
 Austria

 Polonia

 Svezia
Le ultime classificate di ciascun girone si sono sfidate nella finale per il quinto posto, mentre la prima classificata di ogni girone ha sfidato in semifinale la seconda classificata dell'altro girone.

## Gironi

### Girone A

#### Risultati
| Novi Sad 13 novembre 2012, ore 17.00 UTC+1 | Germania | 2 – 0 referto | Paesi Bassi | SPENS |

| Novi Sad 14 novembre 2012, ore 17.00 UTC+1 | Germania | 2 – 3 (d.t.r.) referto | Russia | SPENS |

| Novi Sad 15 novembre 2012, ore 20.00 UTC+1 | Russia | 9 – 0 referto | Paesi Bassi | SPENS |

#### Classifica
| Pos. | Squadra     | Pt. | PG | V | VOT | POT | P | GF | GS |
| ---- | ----------- | --- | -- | - | --- | --- | - | -- | -- |
| 1.   | Russia      | 5   | 2  | 1 | 1   | 0   | 0 | 12 | 2  |
| 2.   | Germania    | 4   | 2  | 1 | 0   | 1   | 0 | 4  | 3  |
| 3.   | Paesi Bassi | 0   | 2  | 0 | 0   | 0   | 2 | 0  | 11 |

### Girone B

#### Risultati
| Novi Sad 13 novembre 2012, ore 20.00 UTC+1 | Svezia | 3 – 2 referto | Polonia | SPENS |

| Novi Sad 14 novembre 2012, ore 20.00 UTC+1 | Svezia | 6 – 1 referto | Austria | SPENS |

| Novi Sad 15 novembre 2012, ore 17.00 UTC+1 | Austria | 0 – 8 referto | Polonia | SPENS |

#### Classifica
| Pos. | Squadra | Pt. | PG | V | VOT | POT | P | GF | GS |
| ---- | ------- | --- | -- | - | --- | --- | - | -- | -- |
| 1.   | Svezia  | 6   | 2  | 2 | 0   | 0   | 0 | 9  | 3  |
| 2.   | Polonia | 3   | 2  | 1 | 0   | 0   | 1 | 10 | 3  |
| 3.   | Austria | 0   | 2  | 0 | 0   | 0   | 2 | 1  | 14 |

## Seconda fase

### Finale per il 5º posto
| Novi Sad 17 novembre 2012, ore 14.00 UTC+1 | Austria | 1 – 4 referto | Paesi Bassi | SPENS |

### Play-off

#### Tabellone
|  | Semifinali | Semifinali | Semifinali |        |        | Finale          | Finale          | Finale          |  |
|  |            |            |            |        |        |                 |                 |                 |  |
|  | Russia     | Russia     | 7          |        |        |                 |                 |                 |  |
|  | Russia     | Russia     | 7          |        |        |                 |                 |                 |  |
|  | Polonia    | Polonia    | 0          |        |        |                 |                 |                 |  |
|  | Polonia    | Polonia    | 0          |        | Russia | Russia          | 1               |                 |  |
|  |            |            |            |        | Russia | Russia          | 1               |                 |  |
|  |            |            | Svezia     | Svezia | 0      |                 |                 |                 |  |
|  | Svezia     | Svezia     | Svezia     | Svezia | 0      | 3               |                 |                 |  |
|  | Svezia     | Svezia     |            |        |        | 3               |                 |                 |  |
|  | Germania   | Germania   | 0          |        |        | Finale 3º posto | Finale 3º posto | Finale 3º posto |  |
|  | Germania   | Germania   | 0          |        |        |                 |                 |                 |  |
|  |            |            |            |        |        |                 |                 |                 |  |
|  |            |            |            |        |        | Polonia         | Polonia         | 1               |  |
|  |            |            |            |        |        | Polonia         | Polonia         | 1               |  |
|  |            |            |            |        |        | Germania        | Germania        | 8               |  |

#### Semifinali
| Novi Sad 16 novembre 2012, ore 17.00 UTC+1 | Russia | 7 – 0 referto | Polonia | SPENS |

| Novi Sad 16 novembre 2012, ore 20.00 UTC+1 | Svezia | 3 – 0 referto | Germania | SPENS |

#### Finale 3º posto
| Novi Sad 17 novembre 2012, ore 17.00 UTC+1 | Polonia | 1 – 8 referto | Germania | SPENS |

#### Finale
| Novi Sad 17 novembre 2012, ore 17.00 UTC+1 | Russia | 1 – 0 referto | Svezia | SPENS |

## Classifica finale
| Pos | Squadra  |
| --- | -------- |
| 1   | Russia   |
| 2   | Svezia   |
| 3   | Germania |
| 4   | Polonia  |
| 5   | Olanda   |
| 6   | Austria  |